# 秋田大学横手分校

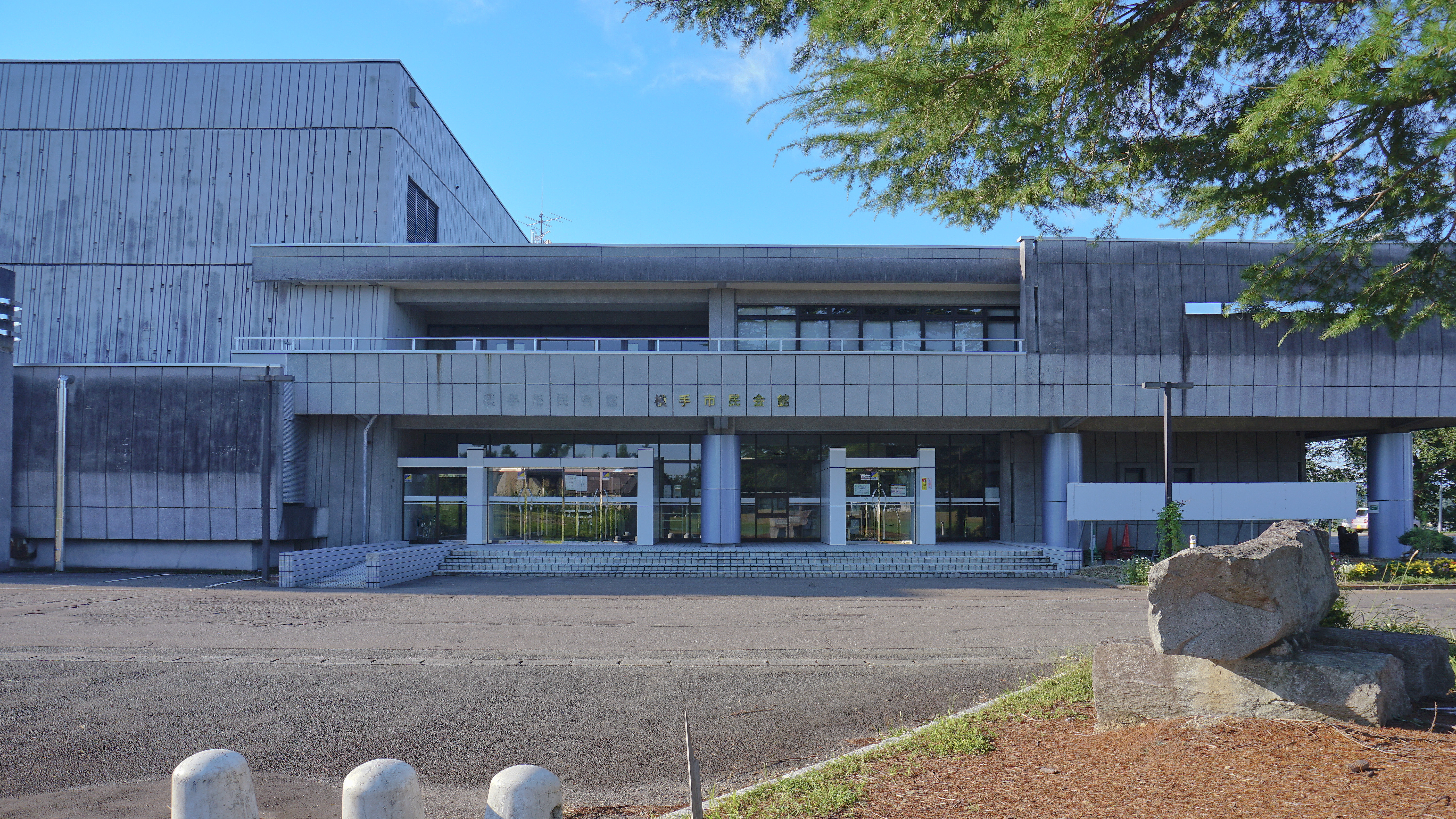
横手分校が入居する「横手市民会館」の外観

秋田大学横手分校（あきただいがくよこてぶんこう）とは、2009年（平成21年）2月に国立大学法人秋田大学が秋田県横手市と結んだ包括協定にもとづいて、まちづくり推進や地域産業の活性化、教育、文化・芸術の振興など大学のもつ知的資源を一般に開放するために2009年8月開設された文化・教育拠点。

## 概要
2009年2月7日、秋田大学と横手市は地域活性化を目的とした包括協定を締結し、8月5日の秋田大学横手分校の開設はその協定を具体化したものである。同日、開設記念式典が横手市役所本庁南庁舎（現・条里南庁舎）内にて開催された。式典には吉村昇秋田大学学長と五十嵐忠悦横手市長が参加した。その後開かれた記者会見には、2人のほか北都銀行の斉藤永吉頭取が出席し、そこでは、秋田大学のもつ知的財産、北都銀行のもつ金融・情報・経営のサービスをフルに活用し、分校を拠点として三者が一体となって地域活性化をはかっていくことを確認した。
分校では、横手市民はじめ秋田県南部に在住の県民や地元企業のニーズを受けた相談窓口を開設し、大学主催の公開講座や実験教室など市民や中高校生などを対象とした教育講座を展開していく予定である。なお、まちづくりの取り組みに大学と銀行が共同で参画する例は従来それほど多くなく、今後の動向が注目されている。

## 機能
1. 生涯学習
市民向け講演会の開催
2. 高大・小中大連携
高校生・小中学生対象の授業
3. 特産品開発
（例）大学生によるいぶりがっこの開発
4. 産学連携
（例）間引きスイカの活用法の研究

## 所在地
- 〒013-0045 秋田県横手市南町13番1号 横手市民会館内（2021年5月10日にY2ぷらざから移転[1]。）

かつての所在地
- 秋田県横手市条里一丁目1番64号

横手市役所本庁南庁舎（現・条里南庁舎）
- 秋田県横手市駅前町1番21号

よこてイースト内「横手市交流センター Y2ぷらざ」3階